# 312. československá stíhací peruť RAF
312. československá stíhací peruť RAF byla jednou ze čtyř československých perutí RAF. Jejím heslem bylo latinské: NON MULTI SED MULTA („ne mnozí, ale mnoho“ – tj. nikoli mnoho mužů, nýbrž mnoho činů).

## Vznik
Jednotka vznikla ve druhé polovině roku 1940 především z českých stíhacích pilotů, působících ve francouzském letectvu kteří, po prohrané bitvě o Francii, postupně odpluli do Velké Británie. Stalo se tak většinou oklikou přes Severní Afriku, kam piloti jednotek GC I/4, II/4, I/5 a II/5 se stroji Curtiss P-36 Hawk a jednotek GC I/3, II/3 a II/3 se stroji Dewoitine D.520 přelétli. Do Anglie odešli také piloti jednotek CG III/5, I/9 a I/10 operující do té doby na letounech Morane-Saulnier MS.406 přímo v Severní Africe. Zpočátku byly velitelské funkce zdvojeny a kromě československých je zastávali i britští důstojníci. Prvním československým velitelem se stal S/Ldr Ján Ambruš. Jednotku tehdy tvořili piloti se spoustou bojových zkušeností a desítkami sestřelů, například Alois Vašátko, František Peřina či Josef Stehlík. Piloti se nejprve přeškolovali na letouny Hawker Hurricane.

## Nasazení

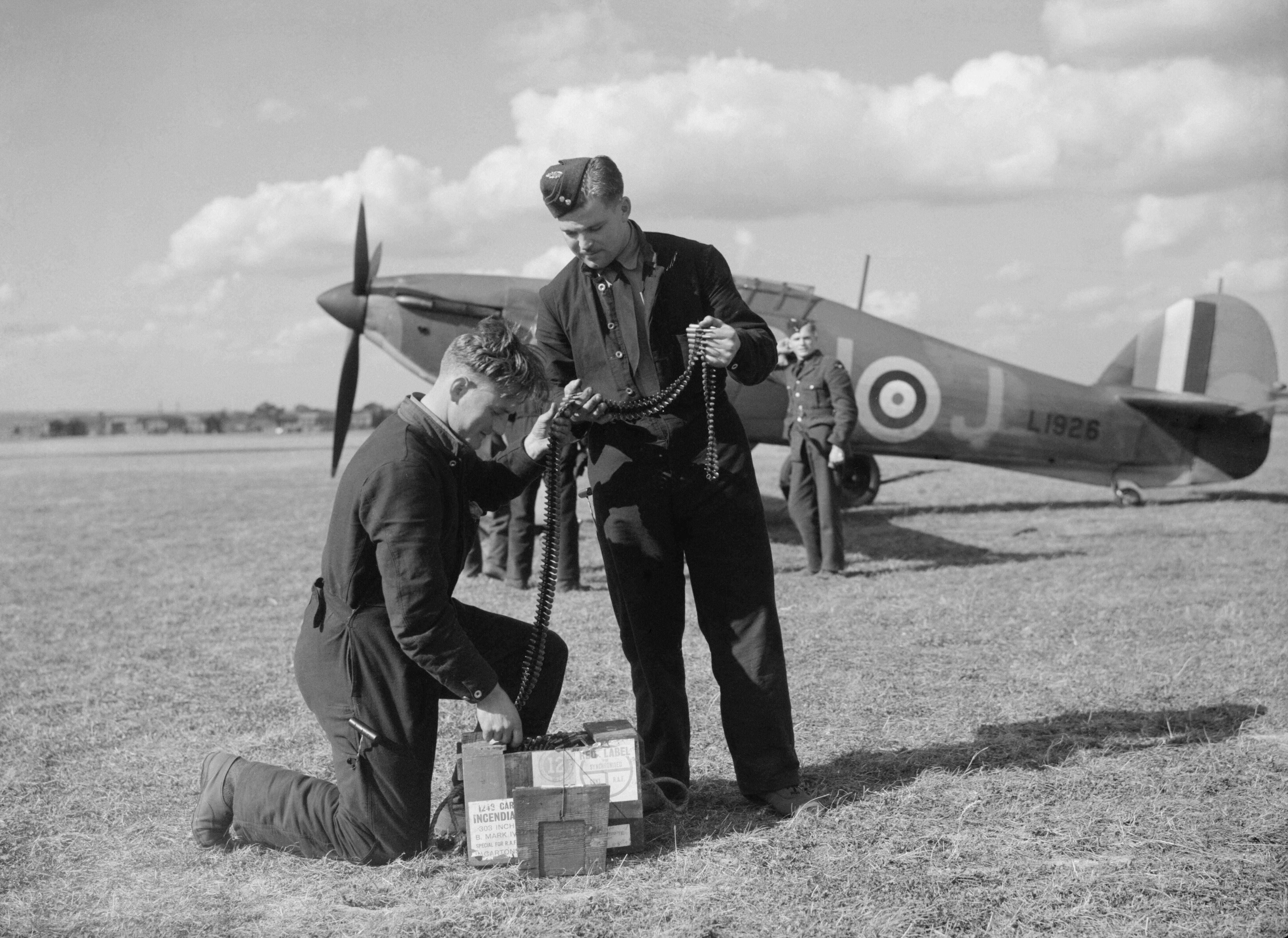
Hawker Hurricane Mk.I se kterým Alois Vašátko sestřelil německý Ju 88, 1940

### Bitva o Británii
Do bitvy o Británii peruť zasáhla spíše okrajově, přičemž provedla pouhých 85 bojových letů a dosáhla 4 sestřelů a 5 strojů poškodila. Peruť byla 2. října 1940 prohlášena za bojeschopnou a nasazena u Liverpoolu, který byl v té době častým cílem německých bombardérů. Operovala z letiště Speke. Prvního vítězství peruť dosáhla 8. října 1940, kdy trojice Hurricanů sestřelila německý Junkers Ju 88A-1. Dne 11. října šest Hurricanů, společně se šesti Spitfiry 611. perutě, podílelo na sestřelení tří německých bombardérů Dornier Do 17Z-3.

### Hlídkování
Letka A zůstala na letišti Speke i po skončení bitvy o Británii, přesně do 3. března 1941. Letka B byla od 21. prosince 1940 nasazena ve Walesu, kde především hlídkovala proti německému průzkumu nad Svatojiřským průlivem. Obě letky se spojily v druhé polovině dubna 1941, kdy se přesunuly na ostrov Man a nadále se věnovaly především rutinnímu hlídkování.

### Operace nad Francii
Situace se změnila 29. května 1941, kdy byla peruť přesunuta do hrabství Surrey a začala se, už s Hurricany Mk. IIB, účastnit letů na okupovanou Evropou. Do konce července se peruť účastnila 35 operací, především doprovodu britských bombardérů nad Francii. V této době dosáhla 312. peruť čtyř sestřelů, pěti pravděpodobných sestřelů a dva stroje poškozené při ztrátě jednoho pilota (F/Sgt Jan Truhlář byl zajat). Druhému pilotovi 312. perutě Jozefu Menšíkovi, který byl také v tomto období také sestřelen, se podařilo utéct zpět do Británie. Poté se peruť přesunula na letiště Martlesham Heath, odkud až do 19. srpna 1941 především doprovázela konvoje. V této době dosáhla rekordu v počtu letů, který překonala až během operace Overlord.

### Přezbrojení
Poté se peruť přesunula na sever do Skotska, kde byla přezbrojena na letouny Supermarine Spitfire nejprve verzí Mk. IIA a Mk. IIB a od listopadu 1941 používala verzi Mk. VB. Poté se opět přesunula do Walesu, kde od 1. ledna do 24. ledna 1942 operovala především při hlídkování v Bristolském zálivu. V hlídkování pokračovala až do druhé poloviny dubna 1942, kdy dvakrát provázela Hurricany nad francouzský Cherbourg.

### Exeter (Czechoslovak) Wing

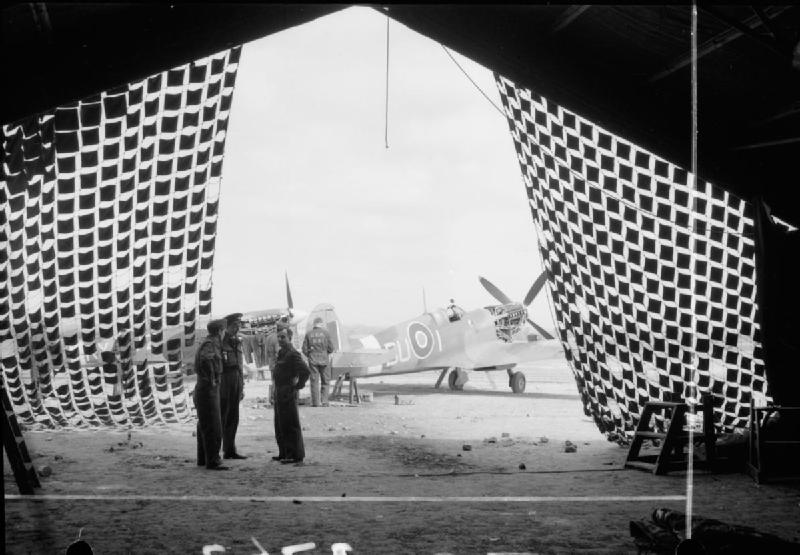
Supermarine Spitfire LF Mark IXB 312. a 313. perutě

Dne 3. května se 312. peruť přesunula na letiště Harrowbeer u Plymouthu, kde s 310. a 313. squadronou vytvořila Exeter (Czechoslovak) Wing (křídlo). Československé stíhací křídlo pak podnikalo operace nad okupovanou Evropou (především operace Circus, Ramrod, Rodeo, Rhubarb a Roadstead). 312. peruť se spolu se svým wingem úspěšně účastnila krytí Operace Jubilee, tedy vylodění u Dieppe. Jednalo se o tři operace – doprovod bitevních letounů Hurricane, hlídkování nad bojištěm a ochranu ustupujícího konvoje. V bojích dosáhla dvou vítězství, dvou pravděpodobných vítězství a tři stroje poškodila. Československý wing v oblasti Exeteru operoval až do června 1943, kdy byl odeslán na sever na odpočinek. Problémy působily především parametry jejich Spitfirů Mk. VB, které již dosti zaostávaly za německými stroji Focke-Wulf Fw 190.

### Skotsko
Dne 24. června 1943 se 312. peruť přesunula na základnu RAF Skaebrae na ostrově Mainland na Orknejích, kde se zabývala převážně hlídkováním proti průzkumu Luftwaffe nad základnou Scapa Flow. Jednotka operovala i z jiných místech ve Skotsku, přičemž základna RAF Sumburgh na Shetlandách byla nejsevernějším místem, odkud Čechoslováci létali.

### Ibsley (Czechoslovak) Wing

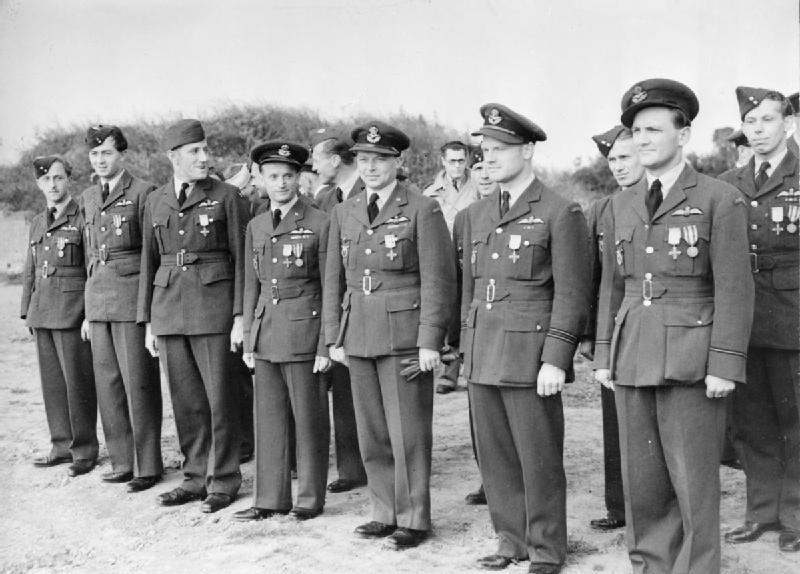
Příslušníci 310. stíhací perutě vyznamenaní prezidentem Edvardem Benešem 18.7.1942 na základně Exeter

V září 1943 následoval další přesun do Ibsley, kde se opět spojila s ostatními československými stíhacími perutěmi pod názvem Ibsley (Czechoslovak) Wing. Všechny tři perutě zde operovaly v rámci příprav na vylodění v Normandii. Od 20. ledna 1944 jednotka konečně dostala nové moderní Spitfiry LF Mk. IXC. V květnu 1944 Ibsley (Czechoslovak) Wing změnil označení na No 134 (Czechoslovak) Wing.

### Operace Overlord
Všechny tři perutě se účastnily příprav a průběhu Operace Overlord, kde 312. peruť dosáhla maxima v počtu bojových vzletů během celé války. Od 28. června 1944 dokonce celý wing operoval z francouzského území z letiště u Caen. Vzhledem k nedostatku záloh však byl wing dne 3. července 1944 převelen z bojiště ke Vzdušné obraně Velké Británie.

### Závěr války
312. peruť nadále operovala z letiště Coltishall v hrabství Norfolk. Až do konce války především doprovázela britské bombardéry a napadala pozemní cíle v Nizozemí a Německu. V září 1944 se 312. a 310. peruť podílely na podpoře výsadkové Operace Market Garden. Jako wing operovaly 310., 312. a 313. peruť opět až od prosince 1944. Poslední velkou operací s účastí 312. perutě byla 24. března 1945 Operace Varsity, tedy přechod spojeneckých vojsk přes Rýn. Opravdu poslední bojovou operací perutě byl 19. dubna 1945 doprovod bombardérů při náletu na Helgoland.

## Shrnutí
Během války jednotka vykonala 17 472 bojových letů v délce 10 364 operačních hodin. Její piloti sestřelili 14 strojů jistě, 9 pravděpodobně a 19 poškodili. Během války v řadách 312. perutě sloužilo 141 pilotů (132 Čechoslováků, osm Britů, jeden Američan). Ztráty jednotky činily šest zajatých a 17 padlých (z toho jeden Brit).

## Poválečná doba
Po skončení války se peruť 13. srpna 1945 přesunula do Československa. Do vlasti přivezla československou vládou zakoupené Spitfiry LF Mk. IXE. Ze stavu RAF byla vyškrtnuta 15. února 1946. Peruť byla od 22. září 1945 dislokována na letišti Planá u Českých Budějovic a stala se základem 28. října 1945 nově vytvořené 2. letecké divize (tvořil ji Letecký pluk 4 /od 3. března 1948 Letecký pluk 4 „Letce Vašátka“/ a Letecký pluk 5 – základem každého byla jedna z letek 312. perutě). Po únoru 1948 byl z letectva propuštěn personál sloužící za války v RAF, což se týkalo i bojovníků 312. perutě.

## Používané letouny
- Hawker Hurricane verzí Mk.I, Mk.IIB
- Supermarine Spitfire verzí Mk. IIA, Mk. IIB, Mk.VB, Mk.VC, LF Mk.IXC, LF Mk.IXE, HF Mk.IX, F Mk.IXB, F Mk.IXC

## Velitelé perutě
- S/Ldr Ján Ambruš (9. září 1940 — 12. prosince 1940)
  - S/Ldr Frank H. Tyson (5. září 1940 – 1. dubna 1941)
- S/Ldr Evžen Čížek (12. prosince 1940 – 27. květen 1941)
- S/Ldr Jan Klán (27. květen 1941 – 5. června 1941)
- S/Ldr Alois Vašátko (5. června 1941 – 3. květen 1942)
- S/Ldr Jan Čermák (3. květen 1942 – 1. leden 1943)
- S/Ldr Tomáš Vybíral (1. leden 1943 – 1. listopad 1943)
- S/Ldr František Vancl, DFC (1. listopad 1943 – 15. květen 1944)
- S/Ldr Jaroslav Hlaďo, DSO, DFC, OBE (15. květen 1944 – 15. listopad 1944)
- S/Ldr Václav Šlouf, DFC (15. listopad 1944 – 19. duben 1945)
- S/Ldr Hugo Hrbáček, DFC (od 19. dubna 1945)

## Nárokovaná vítězství
| datum      | stroj                    | pilot                   | protivník                                  |
| 08.10.1940 | Hurricane I P2575 DU-P   | F/Lt Denis Gillam       | 1/3 Ju 88                                  |
| 08.10.1940 | Hurricane I L1926 DU-J   | P/O Alois Vašátko       | 1/3 Ju 88                                  |
| 08.10.1940 | Hurricane I L1807        | Sgt Josef Stehlík       | 1/3 Ju 88                                  |
| 11.10.1940 | Hurricane I L1926 DU-J   | P/O Alois Vašátko       | 1/8 Do 17                                  |
| 11.10.1940 | Hurricane I L1740 DU-O   | Sgt Josef Keprt         | 1/8 Do 17                                  |
| 11.10.1940 | Hurricane I V6846        | S/Ldr Frank Tyson       | 1/8 Do 17                                  |
| 11.10.1940 | Hurricane I P2575 DU-P   | S/Ldr Ján Ambruš        | 1/8 Do 17                                  |
| 11.10.1940 | Hurricane I L1807        | P/O Josef Jaške         | 1/8 Do 17                                  |
| 29.11.1940 | Hurricane I P3934        | Sgt Josef Keprt         | 1 Do 215 poškozen                          |
| 14.03.1941 | Hurricane I V6926 DU-X   | Sgt Josef Stehlík       | 1/2 Ju 88                                  |
| 10.04.1941 | Hurricane I V6926 DU-X   | Sgt Jan Truhlář         | 1 Me 110 poškozen                          |
| 18.06.1941 | Hurricane IIB Z3437 DU-K | Sgt Otmar Kučera        | 1 Bf 109 pravděpodobně                     |
| 18.06.1941 | Hurricane IIB Z3019      | Sgt Josef Stehlík       | 1 Bf 109 pravděpodobně                     |
| 03.07.1941 | Hurricane IIB Z3314      | Sgt Otmar Kučera        | 1 Bf 109                                   |
| 05.07.1941 | Hurricane IIB Z3592      | F/Sgt Vojtěch Smolík    | 1 Bf 109 pravděpodobně                     |
| 08.07.1941 | Hurricane IIB Z3467 DU-E | F/Sgt Vojtěch Smolík    | 1 Bf 109                                   |
| 08.07.1941 | Hurricane IIB Z3221 DU-R | Sgt Josef Stehlík       | 1 Bf 109 poškozen                          |
| 09.07.1941 | Hurricane IIB Z3181      | Sgt A. Zavoral          | 1 Bf 109                                   |
| 09.07.1941 | Hurricane IIB Z3660 DU-V | S/Ldr Alois Vašátko     | 1 Bf 109 poškozen a 1 Bf 109 pravděpodobně |
| 09.07.1941 | Hurricane IIB Z3314      | F/Sgt Otmar Kučera      | 1 Bf 109                                   |
| 10.07.1941 | Hurricane IIB Z3221 DU-L | F/Sgt Josef Stehlík     | 1 Bf 109 pravděpodobně                     |
| 16.02.1942 | Spitfire VB BL381 DU-L   | P/O Otmar Kučera        | 1 Ju 88                                    |
| 21.03.1942 | Spitfire VB AD553 DU-E   | F/Lt Bedřich Dvořák     | 1/2 Ju 88                                  |
| 21.03.1942 | Spitfire VB BL381 DU-L   | Sgt Jaroslav Dobrovolný | 1/2 Ju 88                                  |
| 03.06.1942 | Spitfire VB AD572 DU-C   | F/O František Peřina    | 1 FW 190 a 1 FW 190 poškozen               |
| 03.06.1942 | Spitfire VB BL289 DU- R  | F/Lt Antonín Liška      | 1 FW. 190 poškozen                         |
| 03.06.1942 | Spitfire VB BL282 DU-W   | P/O Karel Pošta         | 2 FW 190 poškozeny                         |
| 03.06.1942 | Spitfire VB BL626 DU-L   | F/O Ivo Tonder          | 1 FW 190 pravděpodobně                     |
| 12.07.1942 | Spitfire VB BL254        | W/O Jaroslav Šodek      | 1 Ju 88                                    |
| 19.08.1942 | Spitfire VB EP559 DU-V   | Sgt Miroslav Liškutín   | 1 FW 190 poškozen                          |
| 19.08.1942 | Spitfire VB EP660 DU-O   | Sgt Miroslav Liškutín   | 1/2 Do 217                                 |
| 19.08.1942 | Spitfire VB AA970 DU-J   | F/Sgt Tomáš Motyčka     | 1 FW 190 pravděpodobně                     |
| 19.08.1942 | Spitfire VB EP518 DU-N   | Sgt Václav Ruprecht     | 1 FW 190 pravděpodobně                     |
| 19.08.1942 | Spitfire VB EP547 DU-B   | P/O Vojtěch Smolík      | 1 FW 190 poškozen                          |
| 19.08.1942 | Spitfire VB W3837 DU-S   | F/Sgt Josef Pípa        | 1 Do 217 poškozen                          |
| 19.08.1942 | Spitfire VB EP432 DU-R   | F/O Josef Keprt         | 1 Do 217                                   |
| 04.04.1943 | Spitfire VC EE680        | F/Sgt S. Tocauer        | 1 FW 190 pravděpodobně                     |
| 27.08.1943 | Spitfire VB AA911        | F/Lt Karel Kasal        | 1/2 Ju 88                                  |
| 27.08.1943 | Spitfire VB W3253 DU-K   | F/O Karel Pošta         | 1/2 Ju 88                                  |
| 23.03.1944 | Spitfire IXC MJ931 DU-L  | F/O Ladislav Světlík    | 1 FW 190                                   |
| 19.04.1944 | Spitfire IXC MK248 DU-R  | F/Lt Bohuslav Budil     | 1 FW 190                                   |
| 07.06.1944 | Spitfire IXC NH546 DU-C  | F/Sgt Jindřich Konvička | 1 FW 190 poškozen                          |
| 07.06.1944 | Spitfire IXC MJ881 DU-E  | F/O Vladimír Kopeček    | 1 FW 190 poškozen                          |
| 08.06.1944 | Spitfire IXC MK449 DU-R  | Sgt Vít Angetter        | 1 FW 190                                   |
| 08.06.1944 | Spitfire IXC MK895 DU-P  | P/O František Mlejnecký | 1 FW 190 poškozen                          |
| 08.06.1944 | Spitfire IXC MJ572 DU-W  | W/O Antonín Škach       | 1 FW 190 poškozen                          |
| 08.06.1944 | Spitfire IXC MJ881 DU-E  | F/O Václav Kopeček      | 2 FW 190 poškozen                          |
| 10.06.1944 | Spitfire IXC MJ940 DU-J  | F/Sgt Jindřich Konvička | 1 Bf 109 pravděpodobně                     |
| 08.07.1944 | Spitfire IX MK670 DU-V   | F/O Miroslav Liškutín   | 1 V-1                                      |
| 09.07.1944 | Spitfire IX MK670 DU-V   | F/O Miroslav Liškutín   | 1 V-1                                      |
| 03.09.1944 | Spitfire IXC ML296 DU-N  | F/Lt Otto Smik          | 1/2 JU 88                                  |
| 03.09.1944 | Spitfire IXC ML195 DU-F  | Stg Václav Liška        | 1/2 JU 88                                  |
| 03.09.1944 | Spitfire IXC ML367 DU-Z  | F/O Jaroslav Šodek      | 1/2 JU 88                                  |
| 03.09.1944 | Spitfire IXC ML233 DU-W  | Stg Alois Štanc         | 1/2 JU 88                                  |

## Ztráty létajícího personálu
| datum      | stroj                     | posádka                      | příčina                                            | osud pilota           |
| 10.10.1940 | Hurricane I L1547         | Sgt Otto Hanzlíček           | Porucha motoru, po seskoku padákem utonul          | zahynul ve službě     |
| 13.02.1941 | Hurricane I V6885 DU-V    | F/O Jindřich Bartoš          | Havárie při cvičném letu                           | zahynul ve službě     |
| 10.04.1941 | Hurricane I V7066 DU-T    | F/Lt Alexander A. M. Dawbarn | Pravděpodobně sestřelen stíhačem u pobřežím Walesu | nezvěstný             |
| 06.05.1941 | Hurricane I V6921 DU-R    | Sgt Bohumil Votruba          | Havárie při nočním cvičném letu                    | zahynul ve službě     |
| 08.07.1941 | Hurricane IIB Z3327       | Sgt Jozef Menšík             | Sestřelen stíhačem nad Francií                     | vrátil se do Británie |
| 09.07.1941 | Hurricane IIB Z3023       | Sgt Jan Truhlář              | Sestřelen stíhačem nad Francií                     | zajatec               |
| 25.10.1941 | Spitfire IIA P7540 DU-W   | F/O František Hekl           | Havárie při cvičném letu                           | zahynul ve službě     |
| 19.12.1941 | Spitfire VB BL293         | Sgt Jaroslav Kučera          | Srážka ve vzduchu při cvičném souboji              | zahynul ve službě     |
| 27.04.1942 | Spitfire VB AD553 DU-E    | F/Lt Rudolf Roháček          | Havárie při operačním letu                         | zahynul při akci      |
| 02.05.1942 | Spitfire VB BL470 DU-J    | P/O Josef Janeba             | Srážka ve vzduchu při operačním letu               | zahynul při akci      |
| 03.06.1942 | Spitfire VB BL340 DU-X    | F/Lt Bedřich Dvořák          | Sestřelen stíhačem nad Francií                     | zajatec               |
| 03.06.1942 | Spitfire VB BL626 DU-I    | F/O Ivo Tonder               | Sestřelen stíhačem nad Francií                     | zajatec               |
| 14.05.1943 | Spitfire VB EP539 DU-CF/O | F/O Jaroslav Novák           | Poškozen flakem, havaroval nad Kanálem             | nezvěstný             |
| 25.10.1943 | Spitfire VC AB372 DU-BF/O | F/O Jan Šťastný              | Poškozen flakem nad Francií, havaroval nad Kanálem | nezvěstný             |
| 19.04.1944 | Spitfire IXC MK248 DU-R   | F/Lt Bohuslav Budil          | Sestřelen stíhačem nad Belgií                      | zajatec               |
| 15.05.1944 | Spitfire IXC MK608 DU-D   | W/O Antonín Prvonič          | Havárie při přistání po operačním letu             | zahynul při akci      |
| 21.05.1944 | Spitfire IXC MJ907 DU-A   | W/O Robert Ossendorf         | Sestřelen flakem nad Francií                       | vrátil se do Británie |
| 11.06.1944 | Spitfire IXC MJ840 DU-L   | F/Sgt Vilém Nosek            | Havárie při operačním letu                         | zahynul při akci      |
| 11.08.1944 | Spitfire IXC ML240 DU-H   | Sgt Augustin Přístupa        | Havárie při operačním letu nad Nizozemskem         | zajatec               |
| 25.08.1944 | Spitfire IXC ML245 DU-R   | W/O Václav Ruprecht          | Havárie nad Severním mořem při operačním letu      | zahynul při akci      |
| 03.09.1944 | Spitfire IXC ML296 DU-N   | F/Lt Otto Smik               | Sestřelen flakem nad Nizozemskem                   | vrátil se do Británie |
| 18.09.1944 | Spitfire IXC MK682 DU-C   | F/Sgt Antonín Ocelka         | Sestřelen flakem nad Nizozemskem                   | zajatec               |
| 08.12.1944 | Spitfire IXC MH527 DU-Z   | Sgt Anton Vanko              | Havárie při startu k operačním letu                | zahynul při akci      |
| 31.12.1944 | Spitfire IXC MH354 DU-J   | F/Lt Zdeněk Donda            | Havárie při nouzovém přistání během operačním letu | zahynul při akci      |
| 09.02.1945 | Spitfire IXC LZ951 DU-D   | Sgt Ondřej Šamberger         | Havárie nad Severním mořem při cvičném letu        | zahynul ve službě     |
| 09.02.1945 | Spitfire IXC BS433 DU-G   | P/O Alois Záleský            | Havárie při cvičném letu                           | zahynul ve službě     |

## Nejúspěšnější piloti 312. perutě
První číslo jsou sestřelené stroje, druhé pravděpodobné sestřely a třetí poškozené stroje. První sérii tvoří úspěchy dosažené u 312. perutě, druhou úspěchy za celkou dobu války.
- S/Ldr Otmar Kučera, DFC: 3–1–0 (celkem: 7–1–1)
- F/Lt Josef Stehlík: 2–2–1 (celkem: 10–3–1)
- W/Cdr Alois Vašátko, DFC: 2–1–1 (celkem: 15–4–1)
- F/Lt Josef Keprt, DFC: 2–0–1 (celkem: 4–1–1)
- F/Lt Vojtěch Smolík, DFC: 1–1–1 (celkem: 1–1–1)
- F/Lt Karel Pošta, DFC: 1–0–2 (celkem: 3–0–2)
- S/Ldr František Peřina: 1–0–1 (celkem: 12–2–1)